# Schloss Leerodt

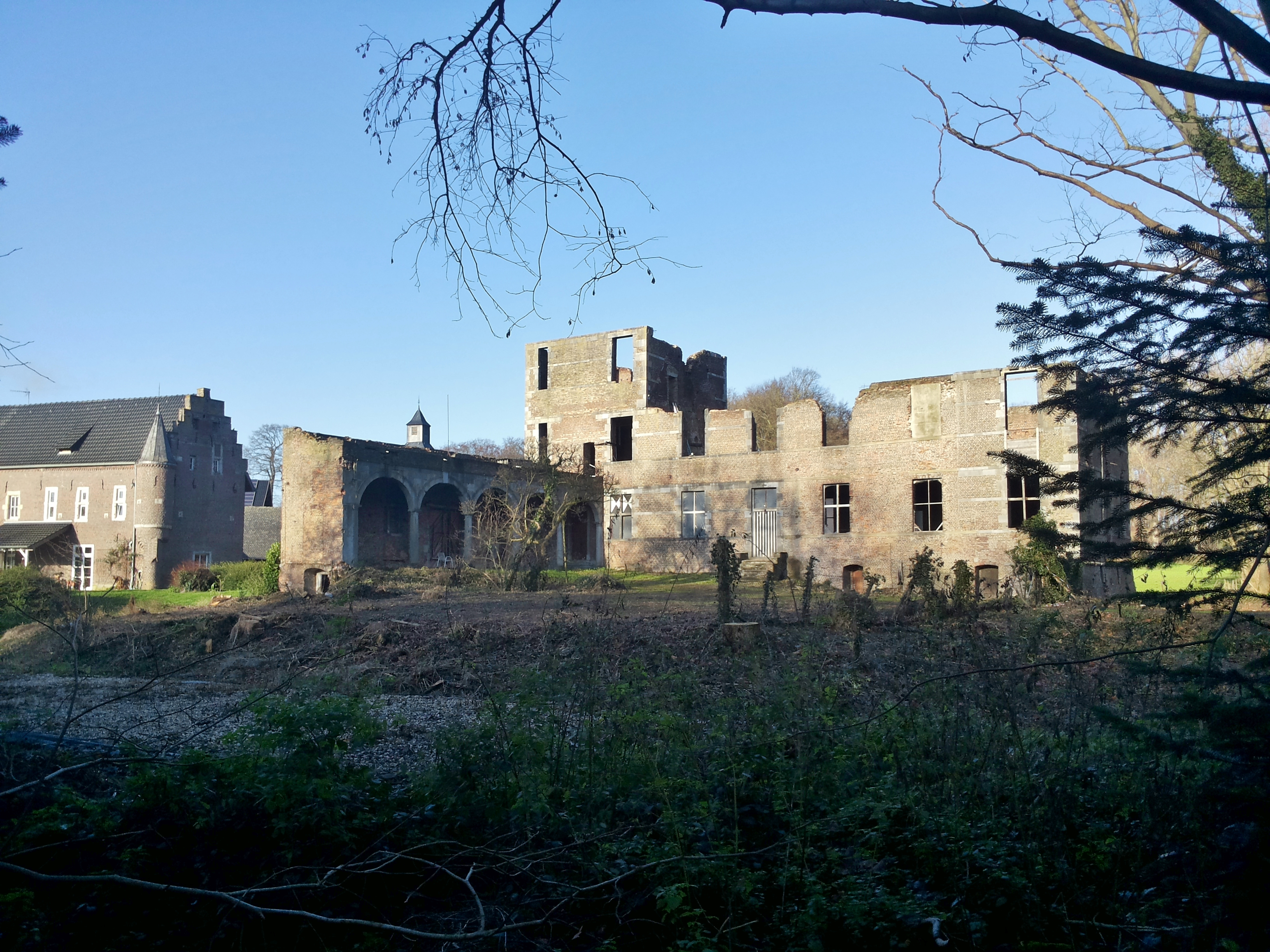
Die Herrenhausruine im Dezember 2019

Das Schloss Leerodt war ein Wasserschloss im Wurmtal und ist heute als Ruine zwischen den Orten Süggerath und Müllendorf an der L 42 auf dem Gebiet der Stadt Geilenkirchen erhalten.

## Geschichte
Seit wann es Schloss Leerodt gab und wer es erbaute, ist nicht mehr bekannt. Aber bereits im Jahr 1308 sind der Rittersitz als „curia de Leirode“ und auch das gleichnamige Rittergeschlecht urkundlich erwähnt. Die Endsilbe „rode“, „roide“, „rodt“ lässt darauf schließen, dass das Schloss, vermutlich in nachkarolingischer Zeit, in einem Rodungsgebiet errichtet wurde, wie auch die umliegenden Ortschaften Randerath, Uetterath, Tripsrath und Süggerath.
Das Schloss war ein Lehen der Herren von Randerath und später der Herren von Heinsberg. Christoph von Leerodt baute um 1578 die ehemalige Wasserburg aus und errichtete im Jahre 1616 die Vorburg. Sein Enkel, Heinrich Wilhelm, Hofmeister und Kammerpräsident am Hof zu Düsseldorf, errichtete im Jahre 1647 das stattliche Herrenhaus, das heute nach Kriegszerstörung im Zweiten Weltkrieg nur noch als Ruine vorhanden ist.
Die Familie von Leerodt starb in der männlichen Linie mit Maximilian von Leerodt bereits 1817 aus, so dass sich das Schloss Leerodt auf seine Witwe und seine Töchter vererbte. Durch die Jahre, in denen Leerodt nicht bewohnt war, waren bauliche Schäden entstanden, deren Ausbesserungen in der geldknappen Zeit nach den Freiheitskriegen (1813–1815) schwerfielen. In dieser Zwangslage entschied sich Therese von Leerodt, den südlichen und östlichen Flügel des Schlosses 1840 niederzulegen; so konnte der übrige Teil der Anlage zunächst vor dem Verfall bewahrt bleiben. Nach ihrem Tod im Jahr 1882 fiel Leerodt an ihren Enkel, Georg Robert von Schütz (1837–1914), der das Schloss von Grund auf renovierte und zu seinem Wohnsitz machte. Er ließ mit königlicher Bewilligung den erloschenen Familiennamen Leerodt in Verbindung mit seinem eigenen wieder aufleben und nannte sich fortan „Freiherr Schütz von Leerodt“. Georg Robert Freiherr Schütz von Leerodt hatte vier Kinder. Als Besitzer von Leerodt folgte zunächst der unverheiratete Sohn, Hans Freiherr Schütz von Leerodt (1872–1953), der mit seiner Schwester Maria das Schloss bis zu der Evakuierung am 14. September 1944 bewohnte. Seine ältere Schwester Constanze (1870–1948) hatte 1894 den königlich-preußischen Landrat des Kreises Geilenkirchen, Adrian Freiherr von Wrede-Melschede (1862–1935) geheiratet. Deren Sohn Hans-Egon (1900–1984) pachtete 1928 das Gut von seinem Onkel, der ihn und seine fünf Kinder 1941 unter der Vorgabe adoptierte, den für sie eingetragenen Namen „Freiherr Schütz von Leerodt-Wrede“ zu führen. Mit seinem Tod 1953 ging der Besitz Leerodt auf Hans-Egon Freiherr Schütz von Leerodt-Wrede über. Noch heute befindet sich Schloss Leerodt im Privatbesitz der Familie Schütz von Leerodt-Wrede.

## Gebäude
Sehr wahrscheinlich ist es, dass Leerodt ursprünglich eine Rundburg war, in der Herrenhaus und Wirtschaftsgebäude nicht durch einen Wassergraben getrennt waren, sondern zusammen auf einer Insel lagen. Darauf hinweisen könnte auch der fünfeckige Grundriss der Vorburg.
Das 17. Jahrhundert brachte eine durchgreifende bauliche Umgestaltung der Burg Leerodt zu einer Schlossanlage. Von den heute noch vorhandenen Gebäuden gehörten die älteren zur Vorburg, deren beide, zum früheren Schlossgraben weisende Giebel die Jahreszahl 1616 tragen. Der Giebel mit dem Ecktürmchen, der noch gotischen Baucharakter zeigt, weist darauf hin, dass auf ältere Bausubstanz aufgebaut wurde. Unter anderem ist dies auch an den Blausteineinfassungen zu erkennen, einem Baustoff, der ebenfalls für den Schlossbau verwendet wurde und den vorher gebräuchlicheren Mergel, der zum Teil heute noch als Einfassung in den Gebäuden der Vorburg zu finden ist, ersetzte. Die Umformung der Vorburg zog sich bis in die Mitte des 17. Jahrhunderts hin, wie es die Jahreszahl 1654 auf dem Wappenstein des Torhauses belegt.
Nachdem zwei Flügel des sich ursprünglich um einen Hof gruppierenden vierflügeligen Schlosses bereits im Jahre 1840 wegen Baufälligkeit niedergelegt worden waren, erlitt der restliche Baubestand im Zweiten Weltkrieg, Ende November 1944, erhebliche Kriegsschäden und ist seitdem als Ruine erhalten.
Nach Edmund Renard (siehe Lit.) zählte Schloss Leerodt einst zu den feinsten Profanbauten am Niederrhein im Stil der Niederländischen Renaissance.

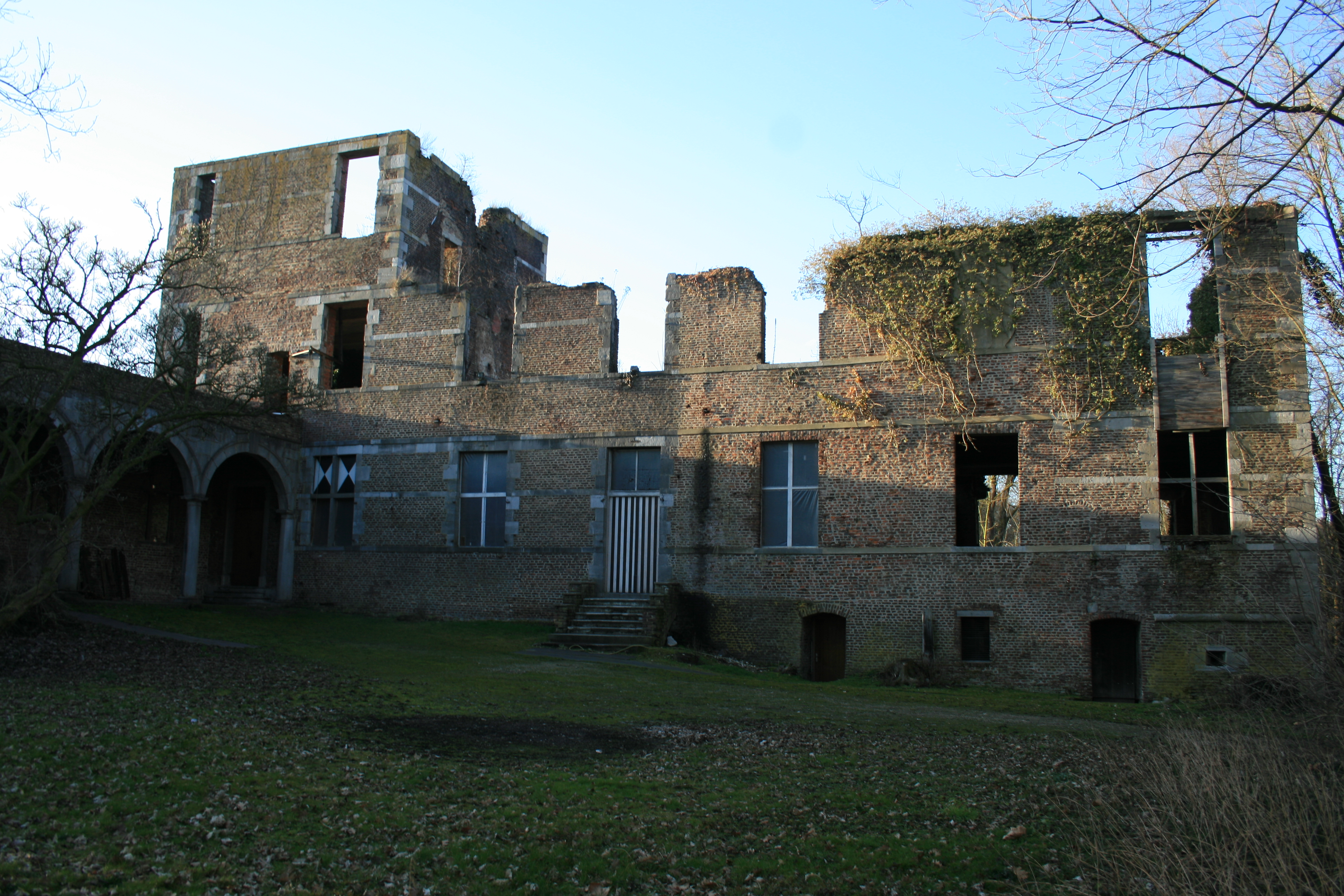
Herrenhausruine
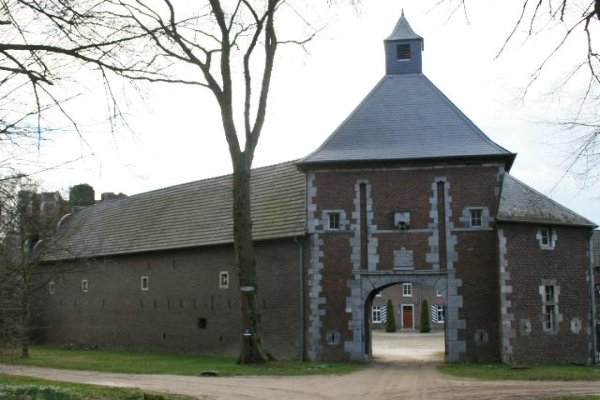
Vorburg mit Torbau
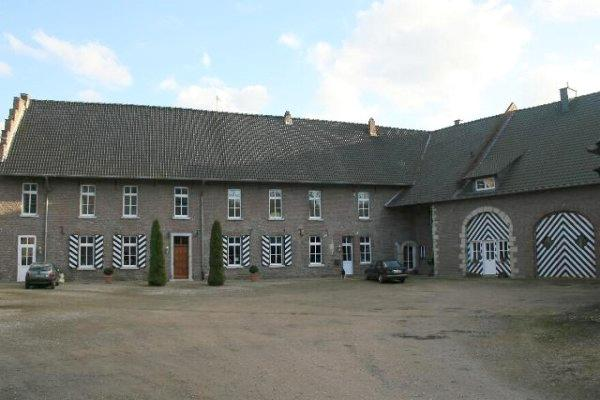
Vorburggebäude, Ansicht vom Innenhof
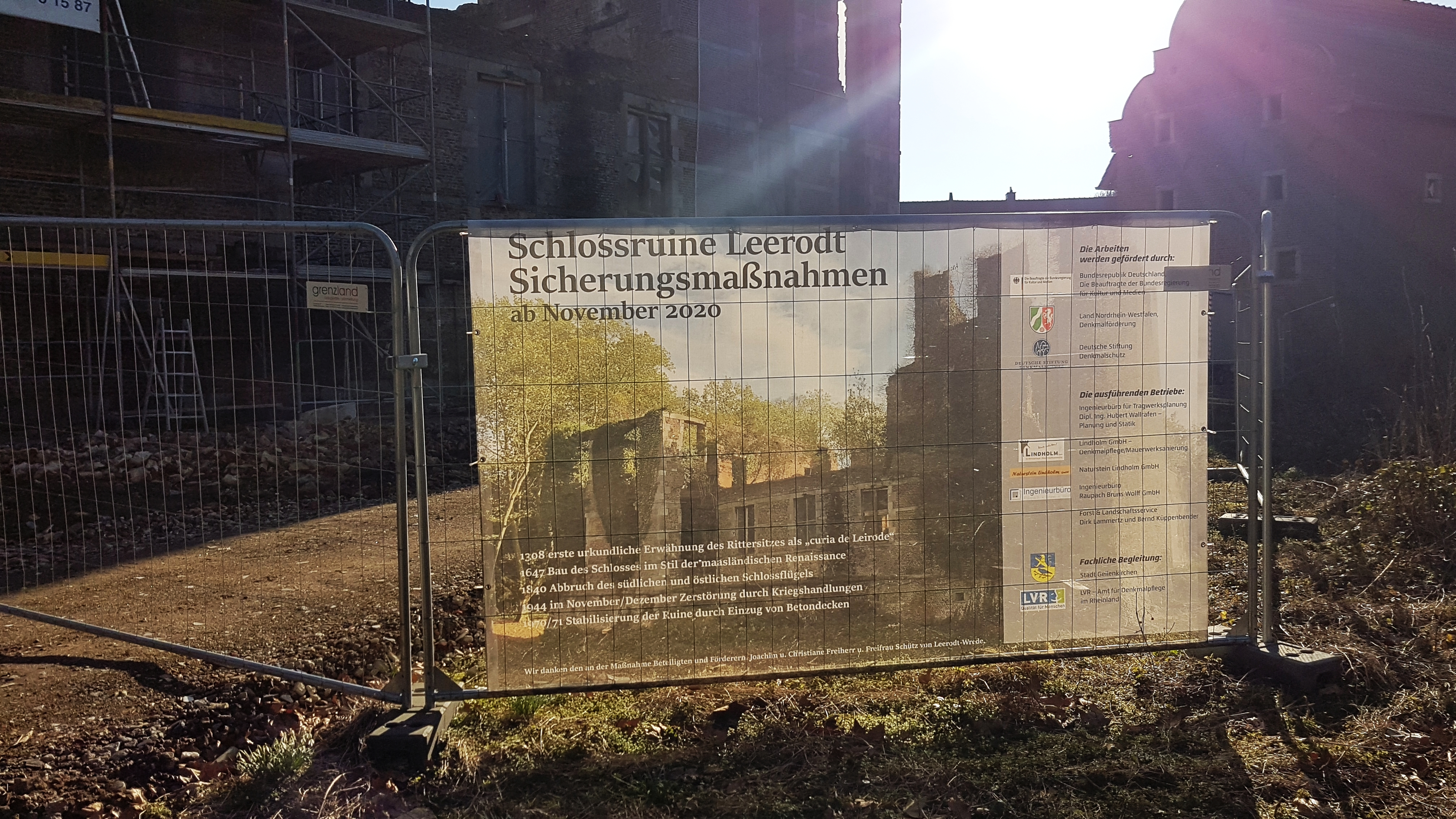

Ab November 2020 wurden erneut Sanierungsmaßnahmen aufgenommen.